# 남해정보산업고등학교
남해정보산업고등학교(南海情報産業高等學校)는 대한민국 경상남도 남해군 고현면 대사리에 있는 공립 고등학교이다.

## 학교 연혁
- 1968년 11월 20일 : 남해 상업고등학교 3학급 인가
- 1969년 3월 5일 : 개교 및 입학식
- 1977년 9월 1일 : 초대 고정훈 교장 취임
- 1987년 10월 16일 : 학급 증설 인가 (완성학급 18학급)
- 1998년 3월 1일 : 남해정보산업고등학교로 교명 변경
- 2000년 7월 25일 : 교육정보화부분 특성화고등학교 지정
- 2001년 8월 13일 : 운동장 우레탄 설치 및 잔디조성
- 2002년 11월 14일 : 별관 2층 증축(4.5실)
- 2018년 8월 20일 : 특성화고 재구조화 사업(식품가공과 신설인가, 컴퓨터디자인과 폐과)
- 2020년 3월 1일 : 특성화고 고교학점제 선도학교 운영(20.03~23.02)
- 2020년 11월 16일 : 자율학교 지정(21.03~24.02)
- 2021년 2월 28일 : 영상비즈니스센터 설립(공간혁신사업)
- 2022년 10월 1일 : 제21대 하성일 교장 취임
- 2023년 2월 10일 : 제52회 졸업식(졸업생수 21명) 총 졸업생수 6,759명
- 2023년 3월 2일 : 2023학년도 신입생 2학과 22명 입학(남 10명, 여 12명)

## 설치 학과
- 식품가공과
- 정보처리과

## 참고 자료
- 남해정보산업고등학교 - 한국교육학술정보원 학교알리미